# Farquhar-Atoll
Das Farquhar-Atoll ist ein Atoll im Indischen Ozean, welches zu den sogenannten Outer Islands der Republik der Seychellen gehört. Es ist das kleinere der beiden zur Farquhar-Gruppe gehörenden Atolle und liegt etwa 770 km südwestlich von Mahé, der Hauptinsel der Seychellen. Es weist eine Gesamtfläche von 180 km² auf. Die Lagune ist bis zu neun Meter tief. Im Jahr 2002 wurden 15 Einwohner gezählt. Die Siedlung liegt an der Westspitze der Île du Nord (North Island)
Entdeckt wurde das Atoll im Jahr 1501 vom portugiesischen Seefahrer João da Nova. Von 1965 bis zur Unabhängigkeit der Seychellen 1976 gehörte es zum Britischen Territorium im Indischen Ozean.

## Geographie

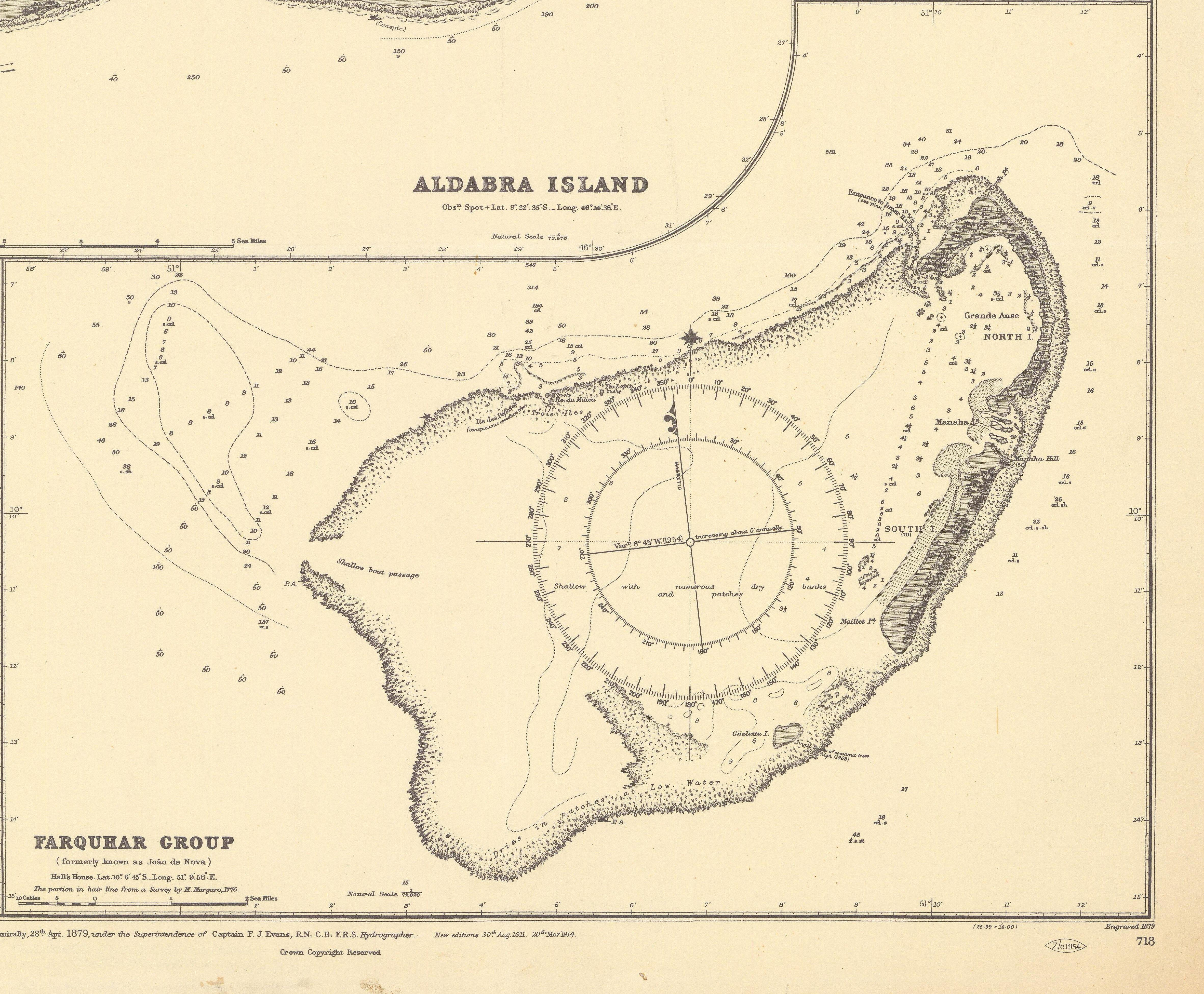
Seekarte von 1879

Das Atoll besteht aus zwei Inseln, der Île du Nord und der
Île du Sud, sowie zahlreichen Eilanden (Motus), welche überwiegend im Osten des Atolls liegen. Die gesamte Landfläche aller Inseln beträgt 7,5 km², die Gesamtfläche inklusive der Lagune hingegen etwa 180 km². Das Korallenriff weist zwei Öffnungen (eine im Norden, eine im Westen) auf und ermöglicht somit Booten die Einfahrt in die Lagune. Auf der Île du Nord gibt es die kleine Siedlung Grande Poste sowie den 1200 Meter langen Flugplatz Farquhar Airfield (ICAO-Flughafencode FSFA).